# Alouette (filastrocca)

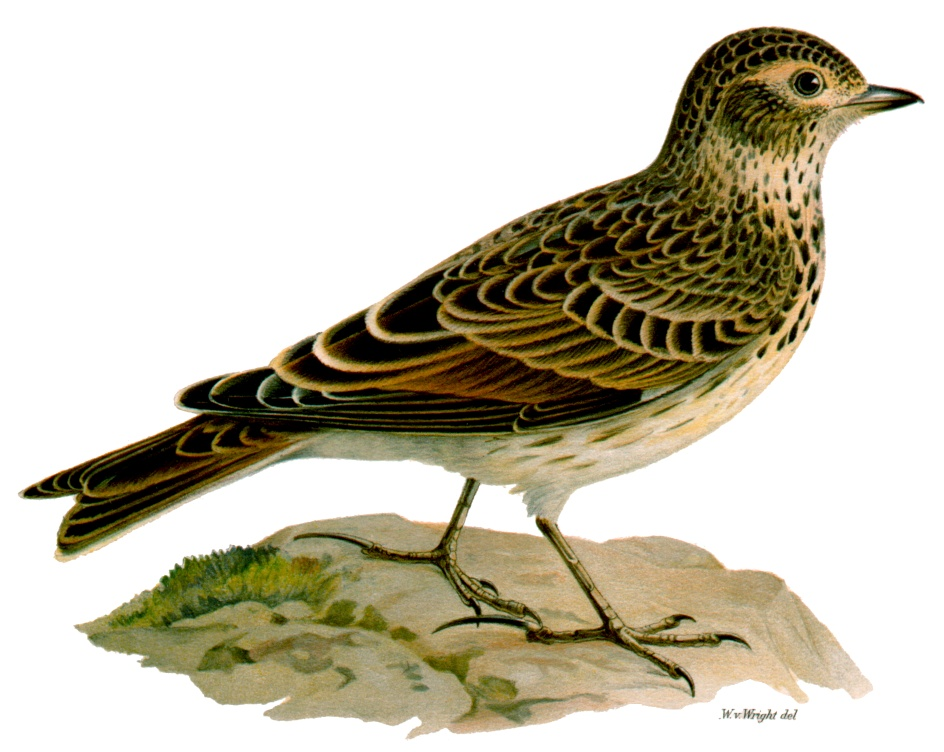
L'allodola

Alouette ("allodola") è una filastrocca cumulativa in lingua francese che parla di un'allodola da spennare. Alouette prevede solitamente la partecipazione di un pubblico che fa eco a ogni riga di ogni strofa dopo la seconda riga della strofa. Coloro che cantano Alouette indicano o toccano la parte del loro corpo che corrisponde alla parola cantata nel brano.

## Storia
Benché l'origine della canzone sia incerta, una teoria condivisa vuole che essa sia franco-canadese. Il folklorista canadese Marius Barbeau e gli storici statunitensi Theodore C. Blegen e Grace Lee Nute sostenevano che Alouette fosse uno dei canti di lavoro popolari tra i commercianti di pellicce francesi della Nuova Francia (i voyageur) durante il Settecento. Alouette comparve per la prima volta in formato scritto nella raccolta A Pocket Song Book for the Use of Students and Graduates of McGill College, stampato per la prima volta a Montreal nel 1879. La più vecchia edizione di A Pocket Song Book pubblicata Oltralpe uscì 14 anni dopo quella originaria canadese.
Oltre ad essere considerata particolarmente rappresentativa dai canadesi di origine francese, la canzone viene usata per imparare i nomi delle parti del corpo. Il brano è stato interpolato e citato numerose volte da vari artisti.

## Testo e melodia
Alouette, je te plumerai.»
Allodola io ti spennerò.»
Je te plumerai la tête.

Et la tête!

Et la tête!

Alouette!

Alouette!

A-a-a-ah»
Ti spennerò la testa.

E la testa!

E la testa!

Allodola!

Allodola!

A-a-a-ah»
Alouette, je te plumerai.»
Allodola io ti spennerò.»
Je te plumerai le bec.

Et le bec!

Et le bec!

Et la tête!

Et la tête!

Alouette!

Alouette!

A-a-a-ah»
Ti spennerò il becco.

E il becco!

E il becco!

E la testa!

E la testa!

Allodola!

Allodola!

A-a-a-ah»
Alouette, je te plumerai.»
Allodola io ti spennerò.»
Je te plumerai les yeux.

Et les yeux!

Et les yeux!

Et le bec!

Et le bec!

Et la tête!

Et la tête!

Alouette!

Alouette!

A-a-a-ah»
Ti spennerò gli occhi.

E gli occhi!

E gli occhi!

E il becco!

E il becco!

E la testa!

E la testa!

Allodola!

Allodola!

A-a-a-ah»
Alouette, je te plumerai.»
Allodola io ti spennerò.»
Je te plumerai le cou.

Et le cou!

Et le cou!

Et les yeux!

Et les yeux!

Et le bec!

Et le bec!

Et la tête!

Et la tête!

Alouette!

Alouette!

A-a-a-ah»
Ti spennerò il collo.

E il collo!

E il collo!

E gli occhi!

E gli occhi!

E il becco!

E il becco!

E la testa!

E la testa!

Allodola!

Allodola!

A-a-a-ah»
Alouette, je te plumerai.»
Allodola io ti spennerò.»
Je te plumerai les ailes.

Et les ailes!

Et les ailes!

Et le cou!

Et le cou!

Et les yeux!

Et les yeux!

Et le bec!

Et le bec!

Et la tête!

Et la tête!

Alouette!

Alouette!

A-a-a-ah»
Ti spennerò le ali.

E le ali!

E le ali!

E il collo!

E il collo!

E gli occhi!

E gli occhi!

E il becco!

E il becco!

E la testa!

E la testa!

Allodola!

Allodola!

A-a-a-ah»
Alouette, je te plumerai.»
Allodola io ti spennerò.»
Je te plumerai les pattes.

Et les pattes!

Et les pattes!

Et les ailes!

Et les ailes!

Et le cou!

Et le cou!

Et les yeux!

Et les yeux!

Et le bec!

Et le bec!

Et la tête!

Et la tête!

Alouette!

Alouette!

A-a-a-ah»
Ti spennerò le zampe.

E le zampe!

E le zampe!

E le ali!

E le ali!

E il collo!

E il collo!

E gli occhi!

E gli occhi!

E il becco!

E il becco!

E la testa!

E la testa!

Allodola!

Allodola!

A-a-a-ah»
Alouette, je te plumerai.»
Allodola io ti spennerò.»
Je te plumerai la queue.

Et la queue!

Et la queue!

Et les pattes!

Et les pattes!

Et les ailes!

Et les ailes!

Et le cou!

Et le cou!

Et les yeux!

Et les yeux!

Et le bec!

Et le bec!

Et la tête!

Et la tête!

Alouette!

Alouette!

A-a-a-ah»
Ti spennerò la coda.

E la coda!

E la coda!

E le zampe!

E le zampe!

E le ali!

E le ali!

E il collo!

E il collo!

E gli occhi!

E gli occhi!

E il becco!

E il becco!

E la testa!

E la testa!

Allodola!

Allodola!

A-a-a-ah»
Alouette, je te plumerai.»
Allodola io ti spennerò.»
Je te plumerai le dos.

Et le dos!

Et le dos!

Et la queue!

Et la queue!

Et les pattes!

Et les pattes!

Et les ailes!

Et les ailes!

Et le cou!

Et le cou!

Et les yeux!

Et les yeux!

Et le bec!

Et le bec!

Et la tête!

Et la tête!

Alouette!

Alouette!

A-a-a-ah»
Ti spennerò la schiena.

E la schiena!

E la schiena!

E la coda!

E la coda!

E le zampe!

E le zampe!

E le ali!

E le ali!

E il collo!

E il collo!

E gli occhi!

E gli occhi!

E il becco!

E il becco!

E la testa!

E la testa!

Allodola!

Allodola!

A-a-a-ah»
Alouette, je te plumerai.»
Allodola io ti spennerò.»